# Zodarion nesiotes
Zodarion nesiotes är en spindelart som beskrevs av Denis 1965. Zodarion nesiotes ingår i släktet Zodarion och familjen Zodariidae.
Artens utbredningsområde är Kanarieöarna. Inga underarter finns listade i Catalogue of Life.